# الی گرانت
الی گرانت (انگلیسی: Allie Grant؛ زادهٔ ۱۴ فوریهٔ ۱۹۹۴) یک هنرپیشه اهل ایالات متحده آمریکا است. وی از سال ۲۰۰۵ میلادی تاکنون مشغول فعالیت بوده‌است. 